# 小行星2486
小行星2486（2486 Metsahovi）是一颗围绕太阳公转的小行星。1939年3月22日，爾約·維薩拉在图尔库发现了此天体。
該小行星以位於芬蘭的梅沙霍維無線電天文台命名。
这颗小行星的绝对星等为101.59373等。